# IC 3934
IC 3934 ist eine Balken-Spiralgalaxie vom Hubble-Typ SBb im Sternbild Haar der Berenike am Nordsternhimmel. Sie ist schätzungsweise 1100 Millionen Lichtjahre von der Milchstraße entfernt.
Das Objekt wurde am 27. Januar 1904 von Max Wolf entdeckt.